# Cristoforo Grisanti
Cristoforo Grisanti (Isnello, 10 settembre 1835 – 8 marzo 1911) è stato un presbitero e studioso del folklore italiano.

## Biografia
Cristoforo Grisanti nacque a Isnello, piccolo centro montano in provincia di Palermo, primogenito di sei figli. Il padre, Salvatore Grisanti, e la madre, Maria Diana Lanza, erano benestanti. Dopo aver frequentato il seminario vescovile di Cefalù, fu ordinato sacerdote, continuando gli studi teologici e filosofici alla Reale Scuola Normale di Palermo, dove ottenne, nel 1861, il diploma di grado superiore. Frequentò l'Università fino al 1863, per poi diventare insegnante, prima a Palermo, poi al Reale Ginnasio di Cefalù (1865), dove lavorò per 40 anni.
Oltre alla musica - Grisanti collaborò con il musicista di Isnello Francesco Baiardi -, si appassionò anche di poesia, scrivendo versi e diventando amico del poeta popolare Carmine Papa, di Cefalù.
Nel 1894 cominciò a collaborare con l'Archivio per lo studio delle tradizioni Popolari, la rivista curata da Giuseppe Pitrè e Salvatore Salomone Marino, pubblicando nel corso degli anni una serie di articoli sulla cultura popolare siciliana, e in particolare isnellese. Questi scritti furono quindi raccolti in un primo libro, Folklore di Isnello. Usi, credenze, proverbi e racconti popolari di Isnello, raccolti ed ordinati dal Prof. Sac. Cristoforo Grisanti, pubblicato nel 1899 da Alberto Reber. A questo primo volume ne seguì un secondo, pubblicato da Reber nel 1909, sempre con il titolo Folklore di Isnello.

## Folklore di Isnello
Il volume si apre con una descrizione della valle di Isnello e della sua toponomastica (Rocca d' 'i Ciamini, Nivera, Grutta-sita ecc.). Continua con la descrizione delle tradizioni baronali, per esempio con il racconto Cu' fa, fa pr' iddu. Molte pagine sono dedicate all'economia agricola e pastorale, nelle quali vengono ricordati alcuni usi, come u' tunniri (la tosatura) delle pecore, la scanna (uccisione) degli agnelli, l'ingrassamento dei maiali (a' foresta).
Dopo una descrizione della struttura sociale, un capitolo è dedicato agli usi nuziali (la notturna, 'u vidìri e 'u sèdiri), gli usi natalizi, gli usi funebri, le feste (la casazza del Venerdì Santo, la frottola per il Corpus Domini, il mazzuni di S. Giovanni ecc.).

Tra le credenze popolari, viene ricordata quella dei Morti, secondo la quale, alla mezzanotte del 1º novembre questi uscirebbero dai loro sepolcri per riunirsi nella pubblica piazza; quella del lupomannaro; quella delle fate o spirdi.

Segue la descrizione dei giochi, delle cacce popolari, dei proverbi (cci voli assai pri sapiri pocu, ci vuole assai per sapere poco ecc.), e delle favole (Compare gallo e compare sorcio, Lo zio Drago, Tartuchella, Cicirello ecc.).

## Fortuna critica
Subito dopo la sua uscita, Folklore di Isnello ha conosciuto un discreto successo. Secondo Salomone Marino, era "un contributo assolutamente locale ma necessario e non di lieve interesse". Per Pitrè il libro era "condotto con grande coscienziosità ed onestà d'intenti".

L'opera di Grisanti ebbe risonanza anche all'estero: l'antropologo viennese Wlodzimierz Bugiel la definì "un'opera degna di menzione di un discepolo bene erudito del Pitrè", mentre Johannes Bolte ne apprezzò la raccolta di fiabe. Per il francese Paul Sébillot il libro era un'utile aggiunta all'opera di Pitrè.
Seguì poi un periodo di oblio, tanto che Folklore di Isnello non fu inserito nella Storia degli studi delle tradizioni popolari di Giuseppe Cocchiara (1947): nel 1981 si è avuta una riscoperta dell'opera, grazie alla ripubblicazione integrale di Folklore di Isnello, editore Sellerio, con l'introduzione dello studioso tedesco Rudolf Schenda.
In tempi più recenti la figura di Grisanti è stata ricordata dalla studiosa dell'Università di Palermo, Gabriella D'Agostino, che ha dedicato a Folklore di Isnello un capitolo del libro Da vicino e da lontano. Uomini e cose di Sicilia. Secondo D'Agostino, l'ideologia che si recupera dalla descrizione del mondo e della vita della gente di Isnello fatta da Grisanti "è implicitamente positivista, o meglio, è permeata da un razionalismo illuminista recuperato all'interno di un, non sappiamo quanto consapevole, scientismo positivista".